# هربرت همفري

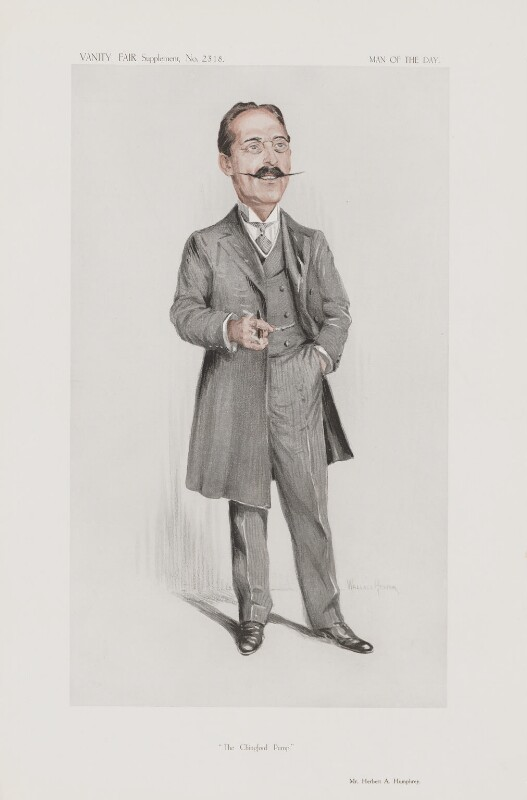
رسم كاريكاتوري لهفري رسمه والاس هيستر نُشر عام 1905 في سلسلة رجال اليوم في مجلة فانيتي فير.

هربرت ألفريد همفري (2 ديسمبر 1868 - 9 مارس 1951 ) كان مهندسًا بريطانيًا ومخترع مضخة همفري .

## السيرة الذاتية
وُلِد همفري في جوسبل أوك ، لندن، لأبوين هما لويزا (من مواليد فروست، 1831-1911) وجون تشارلز همفري (1833-1903). عملت والدته في الخياطة قبل زواجها، فيما وكان والده كاتبًا في مجلس أعمال لندن الحضرية ومجلس مقاطعة لندن لاحقًا. لهمفري أخت صغرى تدعى إديث، والتي يُعتقد أنها أول امرأة بريطانية تحصل على درجة الدكتوراه في الكيمياء. تدرب في كلية فينسبري التقنية والمؤسسة المركزية (التي أصبحت فيما بعد كلية المدينة والنقابات).
تزوج همفري من ماري إليزابيث هورنيبلو. وأنجبا ثلاثة أبناء وابنتين، من بينهم عالم الجراثيم جون همفري. في عام 1945، انتقل هيبرت همفري إلى هيرمانوس بمقاطعة الكاب باتحاد جنوب إفريقيا. وتوفي هناك في عام 1951.
توجد مجموعة من أوراق همفري محفوظة في أرشيف كلية لندن الإمبراطورية.

## المسار المهني واختراع مضخة همفري
عمل همفري لمدة أربع سنوات بعد تخرجه من الكلية لدى شركة هينان وفرود في شركة نيوتن هيث للحديد في أعمال الحديد في نيوتن هيث قبل أن ينضم إلى شركة برونر موند في نورثويتش بصفته مديرًا هندسيًا لقسم الكربونات المكررة والبلورات. وفي عام 1901، أنشأ همفري شركة الاستشارات الهندسية الخاصة به في لندن وهو في سن 33 عامًا. تم إنشاء هذه الشركة الاستشارية بدعم من لودفيج موند وأجرى أعمالاً بحثية لصالح شركة برونر موند، وتحديداً لإيجاد استخدامات صناعية وتجارية لغاز موند.
سجل همفري في عام 1906 أول براءة اختراع له تغطي كيفية عمل مضخة همفري (مضخة مكبس سائلة كبيرة تعمل بالغاز الاحتراق الداخلي تعمل بالغاز). عمل همفري على تطوير المضخة وتسويقها بين عامي 1906 و1914. وعُرضت مضخة همفري في معرض بروكسل عام 1910، حيث حصلت على جائزتين من الجوائز الكبرى. وقد تم التعاقد على تراخيص إنتاج مضخة همفري ومحركات دورة همفري مع عدد من الشركات بما في ذلك بيردمور وبراون بوفيري وسيمنز. وفي النهاية لم يتم تصنيع سوى عشر مضخات همفري للتشغيل التجاري، إلا أن بعضها استمر في الخدمة حتى ستينيات القرن العشرين.
خلال الحرب العالمية الأولى، عرض همفري خدماته على مكتب الحرب حيث عمل على تحسين إنتاج المتفجرات. وبعد الحرب، عاد همفري إلى العمل في مجال الاستشارات وارتبط بالعمل في شركة الصناعات الكيميائية الإمبراطورية حتى تقاعده في عام 1941.
حصل همفري على ميدالية ميلشيت في عام 1939 من معهد المحروقات.

## روابط خارجية
- "Herbert Alfred Humphrey". Herbert Alfred Humphrey - Graces Guide. Grace's Guide to British Industrial History. 11 أبريل 2018. اطلع عليه بتاريخ 2020-08-21.
- Slade, R. E.; Barrett, Anne (23 Sep 2004). "Humphrey, Herbert Alfred (1868–1951), mechanical and chemical engineer". In Barrett, Anne (ed.). Humphrey, Herbert Alfred (1868–1951), mechanical and chemical engineer. قاموس السير الوطنية (بالإنجليزية). DOI:10.1093/ref:odnb/34052. Retrieved 2021-03-25.